# 陳伯茂
陳伯茂（ちん はくぼう、551年 - 568年）は、南朝陳の皇族。始興王。文帝陳蒨の次男。字は鬱之。

## 経歴
陳蒨と沈妙容のあいだの子として生まれた。永定3年（559年）8月、祖父の陳道談の後を嗣いで、始興王に封じられた。寧遠将軍の位を加えられ、佐史を置いた。まもなく使持節・都督南琅邪彭城二郡諸軍事・彭城郡太守に任じられた。天嘉2年（561年）1月、宣恵将軍・揚州刺史となった。
ときに北伐の軍人が丹徒で晋の郗曇の墓を盗掘し、王羲之の書をはじめとする名賢たちの遺品を奪った。事件が発覚して、その書蹟は県官に没収され、秘府に所蔵されたが、文帝は伯茂が古蹟を好むことを知っていたため、その多くをかれに賜った。これにより伯茂は草書や隷書を学んで、右軍（王羲之）の法を会得した。天嘉3年（562年）6月、鎮東将軍・東揚州刺史に任じられた。
天康元年（566年）4月、廃帝が即位すると、5月に伯茂は征東将軍・開府儀同三司となった。劉師知らは詔といつわって安成王陳頊を外任に出そうと図り、伯茂は劉師知らを支持した。劉師知らが処断された後、陳頊は伯茂が朝廷を扇動することを恐れ、光大元年（567年）2月に中衛大将軍に進めて、禁中に入らせ、もっぱら廃帝の遊び相手をさせた。陳の衆望は陳頊に集まり、伯茂は不満を抱いて日夜悪態をついた。建安の蒋裕や韓子高らの反乱計画は、伯茂がひそかにそそのかしたものであった。
光大2年（568年）11月、皇太后沈氏は廃帝を廃位して臨海王とし、伯茂を温麻侯に落とした。六門の外に別館があり、諸王の冠婚がおこなわれるところで婚第と呼ばれたが、伯茂はそこに住むよう命じられた。路上で陳頊の放った刺客に襲われ、車中で死去した。享年は18。

## 伝記資料
- 『陳書』巻28 列伝第22
- 『南史』巻65 列伝第55